# Obertorturm

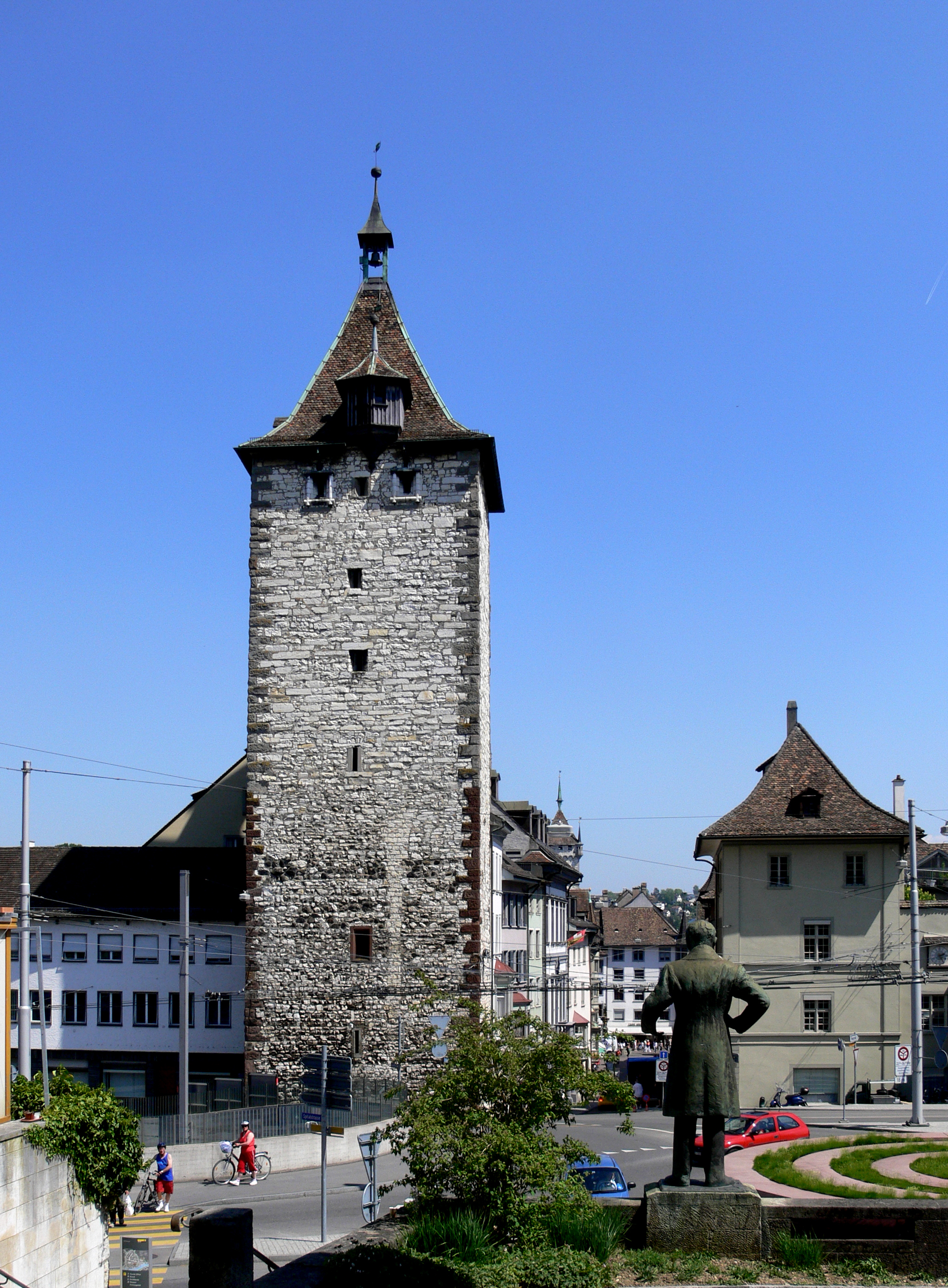
Obertorturm

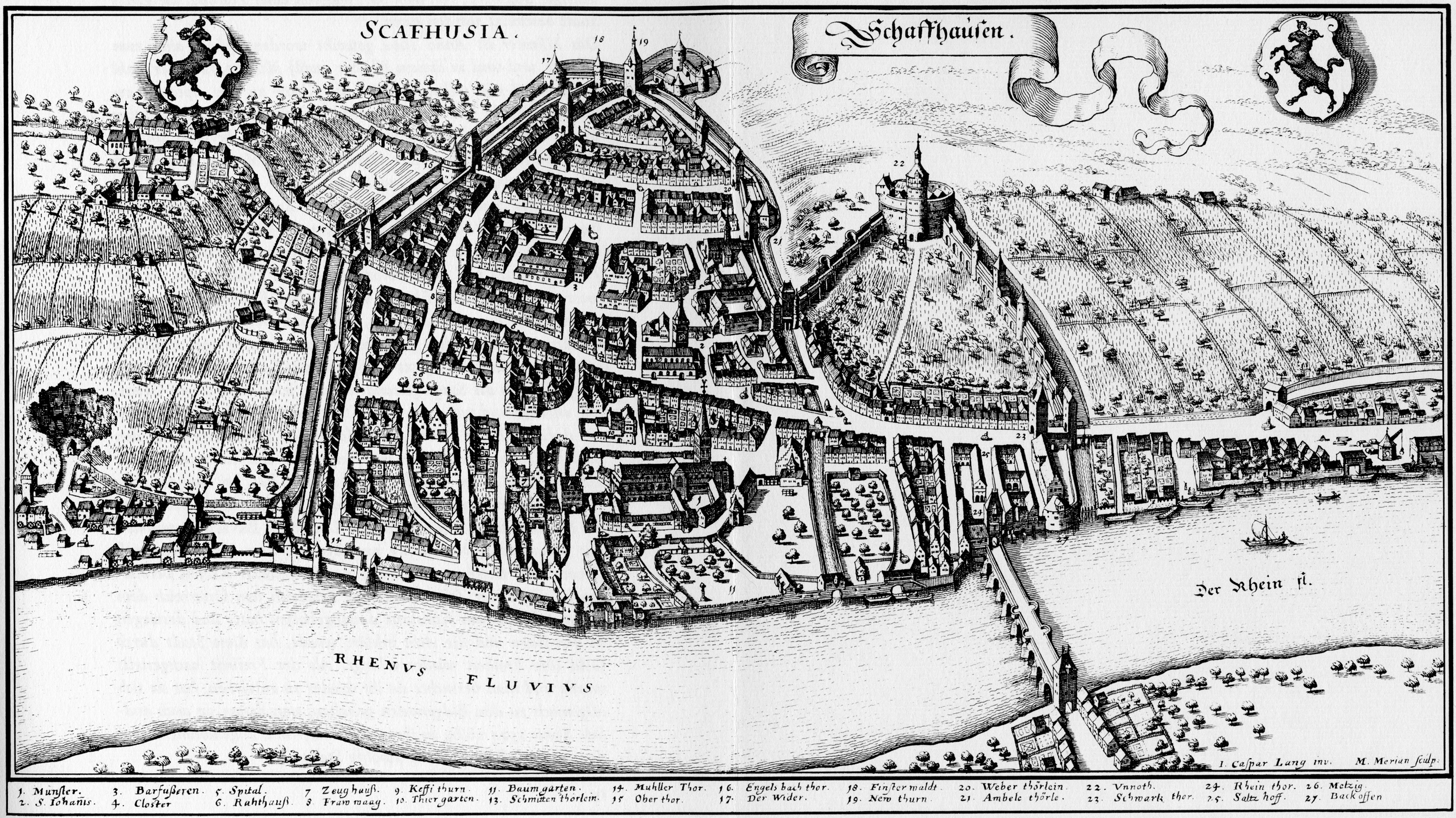
Merian von 1642: Obertorturm (15)

Der Obertorturm in der Schaffhauser Altstadt wurde 1273 erstmals mit „zem obern tor“ urkundlich erwähnt. Er ist das älteste erhalten gebliebene Bauwerk der Stadtbefestigung.
Als Wohnturm der Adelsfamilie der Fridbolt bildete er den westlichen Zugang der Stadtbefestigung. Alle Güter, welche auf dem Rhein vom Bodensee nach Basel oder umgekehrt transportiert wurden, mussten wegen der nicht befahrbaren Stromschnellen und des Rheinfalles auf Wagen umgeladen werden. Die Güter, welche von der Schifflände über die Vordergasse zum Rheinfall transportiert wurden, mussten das Obertor passieren. 1461 verkaufte der ehemalige Bürgermeister Hans Friedbold den Turm an die Stadt. 1513 wurde er auf seine heutige Höhe von 47 Metern aufgestockt. Die ursprüngliche Höhe kann gut an den andersfarbigen Ecksteinen erkannt werden. Die Südseite des ersten Stockwerks erhielt gleichzeitig ein romanisches Doppelfenster. Am Dach wurden im selben Jahr zwei spätgotische Erker angebaut. Der Turm diente fortan als Hochwacht. Bei Feuer oder beim Aufmarsch von kriegerischen Truppen musste der Wächter die Sturmglocke läuten.
Das auf der Westseite vorgelagerte Bollwerk aus den Jahren 1638/39 (Dreissigjähriger Krieg) wurde 1845 geschleift. 1853 wurde das spitzbogige Tor abgebrochen und 1922 die jahrhundertealte Hochwacht auf dem Turm aufgehoben. 1934 wurde der Turm innen umgestaltet: Es entstanden zehn Stockwerke und ein Estrich. In den Turm wurde ausserdem eine Transformatorenstation eingebaut. Der Durchgang für Fussgänger wurde 1939/40 angelegt.